# Kiss the wall
Kiss the wall (стилизовано под маюскул) — совместный студийный альбом российских исполнителей Cakeboy и КлоуКомы, выпущенный 25 октября 2024 года, на лейблах Glam Go Gang! и LootVox Music. Всего в пластинку вошло 8 треков, общей длительностью более 16 минут. Продюсером релиза выступил Proovy.

## История
19 ноября 2023 года Cakeboy, КлоуКома и Proovy, вместе с Lida, Мазеловым, ДжиАш & Вито и Janaga приняли участие в «Шоу 3 кота», суть которого в том что участники должны были создать полноценный трек из предоставленного сэмпла. В этот день, в рамках этого проекта, артисты представили демо-версию трека получившего название «Мемфис».
16 февраля 2024 года состоялся полноценный релиз трека «Мемфис».
28 июня музыканты анонсировали скорый выход совместного альбома.
5 июля состоялся выход сингла «Flashback». GONE.Fludd выступил в нём в качестве гостя.
11 октября артисты представили песню «Святая вода», гостем в которой выступил Thomas Mraz.
18 октября КлоуКома и Cakeboy поделились датой выхода альбома — 25 октября.
25 октября дуэт в лице Cakeboy и КлоуКомы выпустил свой второй, после Hard OFFER от 2021 года, совместный альбом, получивший название — Kiss the wall.

## Отзывы
Рецензент сайта SRSLY Елизавета Листратова рассказывая о релизе, говорит, что придерживаясь единых концептов, дуэт сделал весь альбом закольцованным и цельным с точки зрения смыслов. В отдельной рецензии на вышедший в поддержку альбома сингл «Святая вода», она описывает эту песню следующим образом: «Это эклектичный микс клауд-рэпа, трилл-фонка и мемфис-трэпа, по стилечку напоминающий Three 6 Mafia и Raider Klan. А в купе с текстом все звучит как стейтмент о скоротечности жизни».

## Чарты
| Чарты (2024)           | Высшая позиция |
| ---------------------- | -------------- |
| Россия (BandLink)      | 4              |
| Россия (Яндекс Музыка) | 6              |
| Россия (Apple Music)   | 20             |

| Чарты             | Песня         | Высшая позиция | Ист    |
| ----------------- | ------------- | -------------- | ------ |
| Россия (BandLink) | «Flashback»   | 4              | [ 15 ] |
| Россия (BandLink) | «Святая вода» | 18             | [ 16 ] |
| Россия (BandLink) | «Мемфис»      | 39             | [ 17 ] |

## Список композиций
Вся музыка написана Proovy и Cakeboy.
| №                   | Название                                | Музыка              | Длительность |
| ------------------- | --------------------------------------- | ------------------- | ------------ |
| 1.                  | «Backward»                              | Proovy              | 2:00         |
| 2.                  | «Flashback» (совместно с GONE.Fludd)    | Proovy Cakeboy      | 2:13         |
| 3.                  | «Close the door»                        | Proovy              | 2:08         |
| 4.                  | «Высокий процент»                       | Cakeboy             | 2:11         |
| 5.                  | «Святая вода» (совместно с Thomas Mraz) | Cakeboy             | 2:37         |
| 6.                  | «Ookkaayy»                              | Cakeboy             | 2:00         |
| 7.                  | «Мемфис»                                | Proovy              | 1:39         |
| 8.                  | «161-132 (Аутро)»                       | Proovy              | 1:23         |
| Общая длительность: | Общая длительность:                     | Общая длительность: | 16:11        |